# Jean Letourneau
Jean Letourneau (Le Lude, 18 september 1907 - Parijs, 16 maart 1986), was een Frans christendemocratisch politicus en bestuurder.

## Biografie
Jean Letourneau werd geboren op 18 september 1907 te Le Lude, gelegen in het departement Sarthe. Hij studeerde rechten aan de Universiteit van Parijs. In 1933 werd hij lid van de christendemocratische Parti Démocrate Populaire (PDP, Democratische Volkspartij) en in 1938 werd hij lid van het hoofdbestuur van deze partij. Tijdens de Tweede Wereldoorlog nam hij actief deel aan het verzet tegen de Duitsers en in 1943 werd hij lid van het door Georges Bidault geleide Conseil National de la Résistance (CNR, Nationale Raad van het Verzet).
Jean Letourneau werd in 1944 hoofd van het persagentschap van het ministerie van Informatie. Na de oprichting van de centrumlinkse christendemocratische Mouvement Républicain Populaire (MRP, Republikeinse Volksbeweging) in 1944 werd hij lid van het hoofdbestuur. Vervolgens was hij voor het departement Sarthe lid van de twee Grondwetgevende Vergaderingen (Assemblées Constituantes) en werd hij bij de parlementsverkiezingen van 1946 in de Franse Nationale Vergadering (Assemblée Nationale). Hij bleef tot 1956 lid van de Nationale Vergadering.
Jean Letourneau was van 26 januari tot 16 december 1946 minister van Posterijen, Telegrafie en Telefonie in de achtereenvolgende Voorlopige Regeringen-Gouin en Bidault. Na de stichting van de Vierde Franse Republiek (1947) was hij minister van Wederopbouw en Stedenplanning (1947), minister van Franse Overzeese Gebiedsdelen (1949-1950), minister van Informatie (1950), minister voor Relaties met Bevriende Staten (1950-1953) en minister van Staat (1951-1952).

## Hoge CommissarisvanIndochina
Na het overlijden van generaal Jean de Lattre de Tassigny in januari 1952, volgde Jean Letourneau hem op 1 april 1952 op als Hoge Commissaris van de Franse Unie van Indochina. Op 27 april 1953 werd de functie van Hoge Commissaris afgeschaft en werd Commissaris-Generaal van de Franse Unie van Indochina en bleef dit tot 17 augustus 1953. Gedurende zijn termijn als bestuurder van Indochina waren de Franse leger volop verwikkeld in een oorlog tegen de communistische Vietminh van Hồ Chí Minh in de Democratische Republiek van Vietnam. Letourneau was voorstander van onafhankelijkheid voor Indochina (Vietnam, Cambodja en Laos) maar was - net als de Franse regering - tegen het overdragen van de macht aan de Vietminh. De Franse regering en Letourneau wilden de macht van de Vietminh breken en een regering onder de Bảo Đại (= keizer) van Annam instellen over Vietnam.
Letourneau vond dat de bevolking van Vietnam moest worden ingezet tegen de Vietminh om de Fransen te ontlasten zodat de Fransen zich meer zouden kunnen gaan bezighouden met "Europese zaken."

## Overige bestuursfuncties
Jean Letourneau was ook burgemeester van Chevillé, departement Sarthe (1953-1963) en lid van de Volksvergadering van de Franse Unie (1956-1958).
In 1958 beëindigde Letourneau zijn politieke carrière en werd zakenman.
Jean Letourneau overleed op 78-jarige leeftijd, op 16 maart 1986 in Parijs.

## Ministersposten
- Minister van Posterijen, Telegrafie en Telefonie (26 januari - 16 december 1946)
- Minister van Handel (22 januari - 11 augustus 1947)
- Minister van Wederopbouw en Stedenplanning (9 mei - 22 oktober 1947)
- Staatssecretaris van Wederopbouw en Stedenplanning (31 oktober - 24 november 1947)
- Minister van Franse Overzeese Gebiedsdelen (29 oktober 1949 - 2 juli 1950)
- Minister van Informatie (2 - 12 juli 1950)
- Minister voor Relaties met Bevriende Staten (12 juli 1950 - 11 augustus 1951, 20 januari 1952 - 8 januari 1953, 8 maart - 28 juni 1953)
- Minister van Staat (11 augustus 1951 - 20 januari 1952)

## Uitspraak
- "Vietnam krijgt geen zelfbestuur zolang de Vietminh niet is verslagen."[1]

## Verwijzingen
1. 1 2  020503News Article